# Parmotrema alidactylatum
Parmotrema alidactylatum är en lavart som beskrevs av Estrabou & Adler. Parmotrema alidactylatum ingår i släktet Parmotrema och familjen Parmeliaceae.   Inga underarter finns listade i Catalogue of Life.